# Ayyoub Shah Durrani
Ayyoub Shah Durrani (أيوب شاه الدراني) est le souverain de l'Empire durrani de 1819 à 1823.

## Biographie
Ayyoub Shah est l'un des nombreux fils de Timour Shah Durrani. Il accède au pouvoir en 1819, lorsque son frère Ali Shah est déposé et exécuté, grâce au soutien du sardar Azim Khan (en) de la dynastie Barakzai.
Sous son règne, l'Empire durrani perd le contrôle du Cachemire à la suite de la défaite de Shopian (en) contre l'Empire sikh, en 1819. En 1823, Azim Khan est vaincu par les Sikhs à Nowshera et il meurt peu après, ce qui prive Ayyoub Shah de son principal appui. Tandis que les Sikhs prennent le contrôle de la vallée de Peshawar, un demi-frère d'Azim Khan, Dost Mohammad Khan, s'empare de Kaboul, la capitale durranie.
Déposé, Ayyoub Shah se réfugie dans le Pendjab, à la cour de l'empereur sikh Ranjît Singh, qui lui accorde une pension. Il meurt en 1837 à Lahore. À l'exception de la brève restauration de Shah Shuja entre 1839 et 1842, il est le dernier descendant d'Ahmad Shah Durrani à régner sur l'Afghanistan.